# Сафронова, Инесса Павловна
Инесса Павловна Сафронова (укр. Інеса Павлівна Сафронова; 28 августа 1924, Москва — 6 мая 2004, Харьков) — советский и украинский учёный-правовед, доктор юридических наук (1979), профессор (1981), профессор кафедры истории государства и права Национальной юридической академии Украины имени Ярослава Мудрого (1981—2004), специалист в области истории государства и права. Лауреат Государственной премии Украины в области науки и техники (2002) и Заслуженный юрист Украины (1999).

## Биография
Инесса Сафронова родилась 28 августа 1924 года в Москве. С 1942 по 1944 годы получала высшее образование в Ташкентском юридическом институте, а с 1944 по 1946 годы в Харьковском юридическом институте (ХЮИ). После окончания ВУЗа поступила в аспирантуру, которую закончила в 1949 году и начала работать в ХЮИ на кафедре истории государства и права в должности ассистента.
В 1952 году под научным руководством профессора С. Л. Фукса Сафронова защитила диссертацию «Развитие трудового права УССР в 1917—1920 гг.» на соискание учёной степени кандидата юридических наук. Оппонентами на защите выступали профессор А. Е. Пашерстник и доцент М. И. Бару. В том же году она была повышена в должности и стала старшим преподавателем, а спустя ещё десять лет доцентом. В конце 1950-х — начале 1960-х годов Инесса Павловна совместно с С. Л. Фуксом и А. И. Рогожиным написала треть фундаментальной монографии «История государства и права Украинской ССР (1917—1960 гг.)», а в 1960-х годах вместе с Анатолием Рогожиным и Николаем Страховым опубликовала ряд работ по истории государства и права стран Азии и Африки.
В 1979 году она защитила докторскую диссертацию по теме «Единоначальность и коллегиальность в управлении социалистическими промышленными предприятиями в Советском государстве (25.10.1917 — 1929 гг.)». Её оппонентами на защите работы выступили профессоры В. М. Курицын, А. А. Пушкин и О. И. Чистяков. В том же году ей была присвоена учёная степень доктора наук. Продолжая работать доцентом кафедры истории государства и права, приняла участие в написании статей для Украинской советской энциклопедии и для четырёхтомника «Радянська енциклопедія історії України». В 1981 году Инесса Павловна заняла должность профессора кафедры истории государства и права, на которой проработала вплоть до конца жизни (с 1995 года ВУЗ стал называться Национальная юридическая академия Украины имени Ярослава Мудрого). По разным данным в 1981 или 1982 году она получила учёное звание профессор.
Занималась научно-педагогической работой, была членом двух специализированных диссертационных советов по защите докторских диссертаций. Являлась научным руководителем 3-х кандидатов наук, среди которых были В. Н. Ермолаев (1988) и А. И. Козаченко (2002). Также выступала оппонентом на защите кандидатских диссертаций у И. Л. Белого (1984), Л. Ф. Болтенковой (1990), М. А. Денисенко (1988), А. Я. Михелькиса (1977). В последние годы жизни занималась «исследованием самых важных проблем курса истории государства и права Украины». Участвовала в написании статей для шеститомника «Юридична енциклопедія» («рус. Юридическая энциклопедия»), который издавался в 1998—2004 годах.
Указом Президента Украины Леонида Кучмы от 11 декабря 1999 года И. П. Сафронова «за весомый личный вклад в укрепление законности и правопорядка, высокий профессионализм» была удостоена звания «Заслуженный юрист Украины». В 2000 году был издан двухтомный учебник «История государства и права Украины. Академический курс» (укр. «Історія держави і права України. Академічний курс»), написанный авторским коллективном. За этот труд на III Всеукраинском конкурсе на лучшее юридическое издание 1999—2000 гг. И. П. Сафронова, В. Д. Гончаренко и Н. Н. Страхов были удостоены первой премии, а 16 декабря 2002 года Гончаренко В. Д., Сафронова И. П., Страхов Н. Н., Копыленко А. Л. и Рогожин А. И. были награждены Государственной премией Украины в области науки и техники. Также, в 2002 году ей было присвоено почётное звание «Заслуженный профессор Национальной юридической академии Украины имени Ярослава Мудрого».
Инесса Павловна скончалась 6 мая 2004 года.